# Gerstengrund
Gerstengrund é um município da Alemanha, situado no distrito de Wartburg, no estado da Turíngia. Tem 4,58 km² de área, e sua população em 2019 foi estimada em 67 habitantes.